# Portia
Pour les articles homonymes, voir Portia (homonymie).
Genre
Synonymes
- Sinis Thorell, 1878 nec Heer, 1862
- Linus Peckham & Peckham, 1885
- Boethoportia Hogg, 1915
- Neccocalus Roewer, 1965

Portia est un genre d'araignées aranéomorphes de la famille des Salticidae.

## Distribution

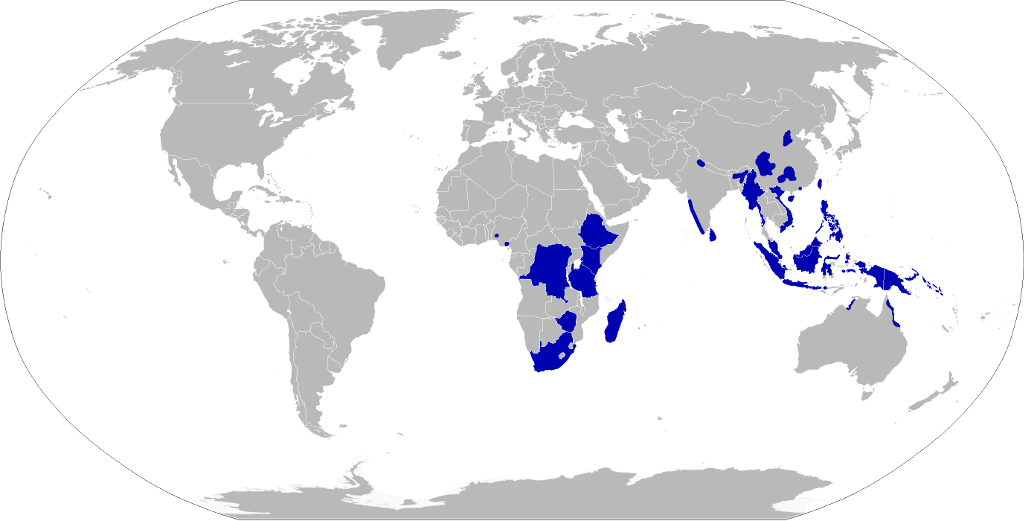
Distribution

Les espèces de ce genre se rencontrent en Asie, en Afrique et en Océanie.

## Description

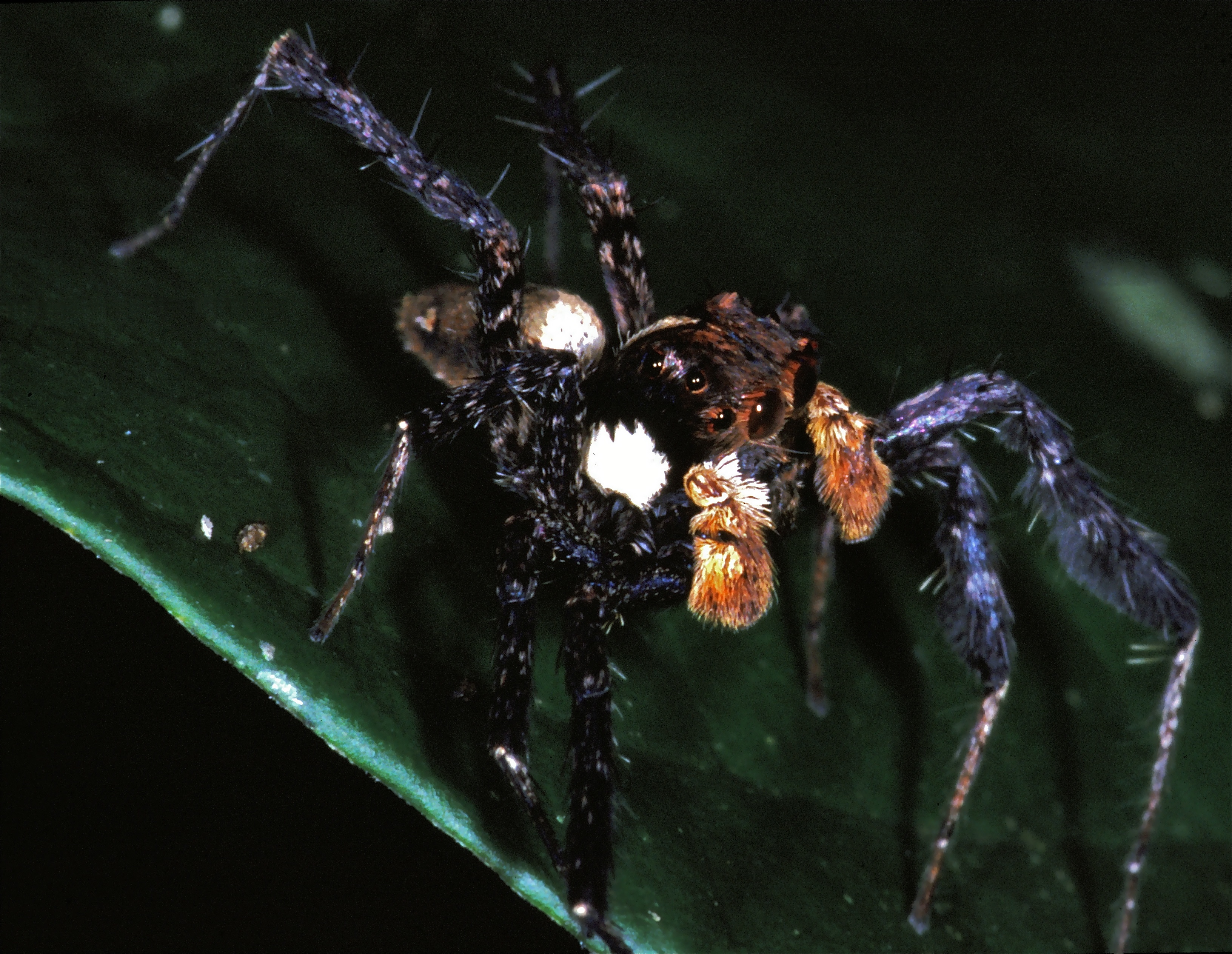
Portia

Ce genre est caractérisé par les appendices particuliers sur le dessous des pattes, la partie de la tête qui remonte haut et fortement, et par les proportions dans le sens de la longueur des segments des pattes.

## Comportement
Ce sont des araignées qui se nourrissent d'autres araignées. Elles ont des techniques de chasse extrêmement élaborées. Ainsi, les Portia s'approchent de leur proie en passant quasiment inaperçues.
Lorsque les Portia attaquent une araignée se trouvant dans leur toile, celles-ci, pour ne pas se faire repérer, avancent au gré des vibrations de la toile, en évoluant plus vite, par exemple, lorsqu'il y a du vent et en restant immobile lorsqu’aucune vibration ne se produit sur la toile. Autre technique de chasse, la Portia peut faire vibrer la toile de sa proie, lorsque celle-ci est aveugle, afin de simuler un insecte capturé et amener sa proie à s'avancer jusqu'à elle afin de la capturer. Elle peut même attaquer une araignée en étant suspendue à son propre fil pour éviter de se faire repérer. 
Cette araignée semble communiquer sous forme de gestes avec ses congénères. En effet lors de tests avec une image animée d'une araignée Portia sp., qui tente de communiquer grâce aux mouvements de ses pattes, l'araignée qui voit l'image, répond aux signes avec d'autres gestes similaires.

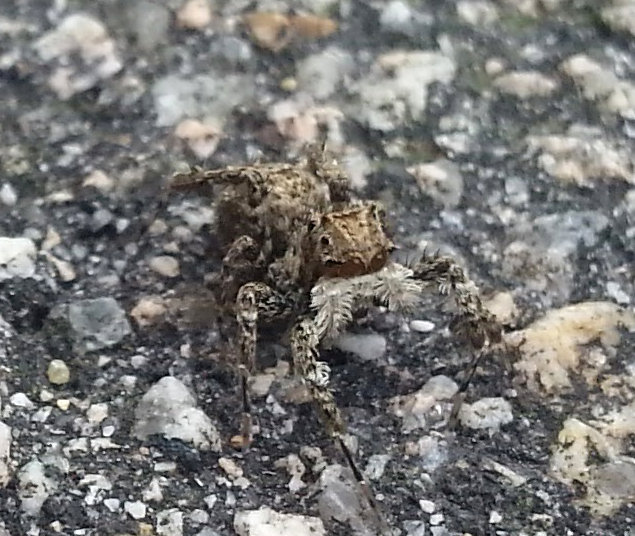
Portia labiata

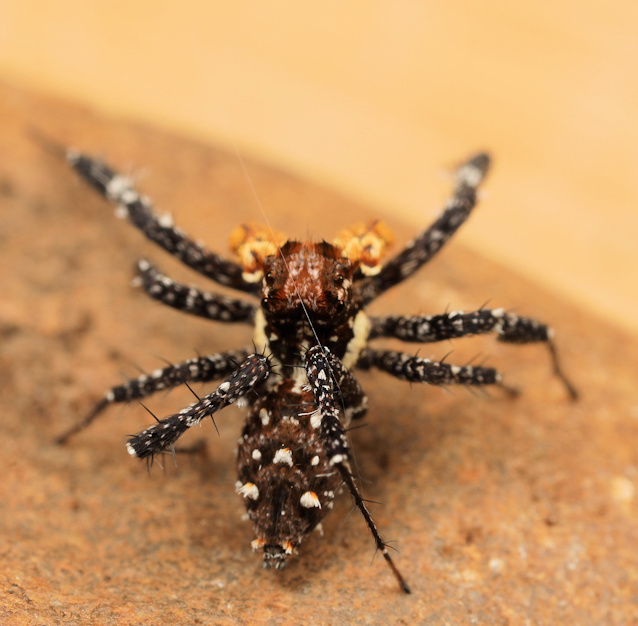
Portia schultzi

## Liste des espèces
Selon World Spider Catalog (version 25.5, 30/01/2025) :
- Portia albimana (Simon, 1900)
- Portia assamensis Wanless, 1978
- Portia bawang Xu, Peng & Li, 2021
- Portia crassipalpis (G. W. Peckham & E. G. Peckham, 1907)
- Portia erlangping Xu, Peng & Li, 2021
- Portia fajing Xu, Peng & Li, 2021
- Portia fimbriata (Doleschall, 1859)
- Portia heteroidea Xie & Yin, 1991
- Portia hoggi Żabka, 1985
- Portia jianfeng Song & Zhu, 1998
- Portia labiata (Thorell, 1887)
- Portia orientalis Murphy & Murphy, 1983
- Portia quei Żabka, 1985
- Portia schultzi Karsch, 1878
- Portia songi Tang & Yang, 1997
- Portia strandi Caporiacco, 1941
- Portia taiwanica Zhang & Li, 2005
- Portia wui Peng & Li, 2002
- Portia xishan Xu, Peng & Li, 2021
- Portia zhaoi Peng, Li & Chen, 2003

## Systématique et taxinomie
Ce genre a été décrit par l'entomologiste allemand Ferdinand Karsch en 1878.
Sinis Thorell, 1878, préoccupé par Sinis Heer, 1862, remplacé par Linus par Peckham et Peckham en 1886, Boethoportia et Neccocalus ont été placés en synonymie par Wanless en 1978.

## Étymologie
Son étymologie se rapporte probablement au lieu de provenance du spécimen de Portia schultzi ayant servi à la description du genre, Port Natal.

## Portiadans la culture
L'araignée du genre Portia est l'une des protagonistes du roman de science-fiction Dans la toile du temps de l'écrivain britannique Adrian Tchaikovsky, paru en 2015.
Elle est également utilisée par Peter Watts dans son roman Échopraxie (2014), où le personnage principal de l'histoire, un biologiste, la compare à une espèce extraterrestre.

## Publication originale
- Karsch, 1878 : « Exotisch-araneologisches II. » Zeitschrift für die gesammten Naturwissenschaften, vol. 51, p. 771-826.